# Jan Mikosz
Jan Mikosz (ur. 16 maja 1919 w Jaśle, zm. 3 stycznia 2005 w Besku) – polski duchowny rzymskokatolicki, kanonik.

## Życiorys
Urodził się 16 maja 1919 w Jaśle. Był synem Piotra i Marii z domu Rąpała. Ukończył gimnazjum, po czym od 1937 kształcił się w Seminarium Duchownym w Przemyślu. Sakrament święceń otrzymał w 5 marca 1943 w Brzozowie. Posługiwał w miejscowościach Biskowice w 1943, Komarno od 1943 do 1944, Samoklęski od 1944 do 1947, Skalnik w 1945, Osobnica od 1947 do 1948, Harklowa w 1948. Następnie pracował jako administrator parafii w Osobnicy od kwietnia do września 1948, wikariusz w Kobylanach od 1948 do 1951, w Krośnie od 1951 do 1952, w Sieteszy od 1952 do 1956, administrator parafii w Dobrzechowie. 21 czerwca 1957 został mianowany przez bp. Franciszka Bardę na urząd ekspozyta parafii Wniebowstąpienia Pańskiego w Sanoku-Olchowcach. W czasie urzędowania w Olchowcach władze komunistyczne PRL na gruncie kwestii własnościowych działały w celu usunięcia księdza; sprawa miała finał w sądzie, którego rozstrzygnięcie nakazało ustąpienie z posiadania nieruchomości, zaś ostatecznie Sąd Najwyższy oddalił rewizję ks. Mikosza.
W wyniku wyroku duchowny został przeniesiony do parafii w Besku, gdzie od 6 września 1962 był wikariuszem adiutorem, a od 1965 administratorem parafii. Od 1972 pełnił stanowisko wicedziekana jaćmierskiego. W 1983 został gremialnym kanonikiem kolegiaty brzozowskiej.
Zmarł 3 stycznia 2005 w Besku. Został pochowany na tamtejszym cmentarzu.